# Oberkulm
Oberkulm is een gemeente en plaats in het Zwitserse kanton Aargau en maakt deel uit van het district Kulm.
Oberkulm telt 2.528 inwoners.